# Сосновский сельский совет (Харьковская область)
Сосновский сельский совет — входит в состав Красноградского района Харьковской области Украины.
Административный центр сельского совета находится в селе Сосновка.

## История
- 1920 — дата образования.

## Населённые пункты совета
- село Сосновка
- село Березовка